# Dominus Iesus
A Declaração "Dominus Iesus" (ou "Senhor Jesus") é um documento sobre a unicidade e a universalidade salvífica de Jesus Cristo e a doutrina da Igreja. Foi emitido pela Congregação para a Doutrina da Fé, no dia 6 de agosto de 2000, assinado pelo então prefeito da Congregação, o Cardeal Joseph Ratzinger, que em 2005 se o tornou Papa Bento XVI.